# Manuel Guevara
Guevara  Reydtler est un nom espagnol. Le premier nom de famille, en général paternel, est Guevara ; le second, en général maternel, souvent omis, est Reydtler.
Manuel Enrique Guevara Reydtler, est un coureur cycliste vénézuélien, né le 15 juillet 1969 à Villa de Cura. Il représente son pays à l'occasion des Jeux olympiques de 1996 et 2000. En 2004, il devient champion panaméricain de la course en ligne.

## Palmarès
- 1990
  - 6e étape du Tour du Táchira
- 1991
  - 12e étape du Tour du Táchira
- 1995
  - 9e du championnat du monde sur route amateurs
- 1996
  - 2e étape du Tour de Lleida
  - 3e du Tour de Lleida
- 1997
  -  Médaillé de bronze du championnat panaméricain sur route
- 1999
  -  Champion du Venezuela sur route
  - 5eb et 12e étapes du Tour du Venezuela
- 2001
  - 3e étape du Tour du Táchira
  - Vuelta a la Independencia Nacional :
    - Classement général
    - 3e, 4e et 8e étapes
- 2002
  - 9e étape du Tour du Táchira
  - Doble Sucre Potosi GP Cemento Fancesa
- 2003
  - 4e étape du Tour du Táchira
- 2004
  -  Champion panaméricain sur route
- 2005
  - 1re étape du Tour du Táchira

## Classements mondiaux
| Année            | 2005 | 2006 | 2007 | 2008 |
| ---------------- | ---- | ---- | ---- | ---- |
| UCI America Tour | 77e  |      | 165e | 254e |